# وینتسنهایم-کوخرسبرگ
وینتسنهایم-کوخرسبرگ (به فرانسوی: Wintzenheim-Kochersberg) یک کمون در فرانسه با جمعیت ۲۷۵ نفر است که در Canton of Truchtersheim واقع شده‌است.